# Vignory
Vignory ist eine französische Gemeinde im Département Haute-Marne in der Region Grand Est. Die 219 Einwohner (Stand 1. Januar 2022) zählende Gemeinde gehört zum Arrondissement Chaumont und zum Kanton Bologne. Vignory liegt in einem kleinen Seitental der Marne und wird überragt von den Ruinen einer im 11. Jahrhundert vom normannischen Ritter Raoul Barbeta errichteten Burg. Die Bewohner werden Vangionnais und Vangionnaises genannt.

## Bevölkerungsentwicklung
| Jahr                       | 1962 | 1968 | 1975 | 1982 | 1990 | 1999 | 2006 | 2019 |
| -------------------------- | ---- | ---- | ---- | ---- | ---- | ---- | ---- | ---- |
| Einwohner                  | 410  | 445  | 437  | 385  | 335  | 307  | 298  | 233  |
| Quellen: Cassini und INSEE |      |      |      |      |      |      |      |      |

## Sehenswürdigkeiten
Kulturhistorisch von Bedeutung ist die Kirche St-Étienne, die zwischen 1032 und 1057 mit einem Priorat erbaut wurde. Sie ist ein Beispiel für die romanische Architektur im 11. Jahrhundert. Ein viereckiger Glockenturm, den ein achtseitiger Helm bekrönt, trägt auf jeder Seite der beiden oberen Stockwerke zwei gekreuzte Zwillingsbögen.

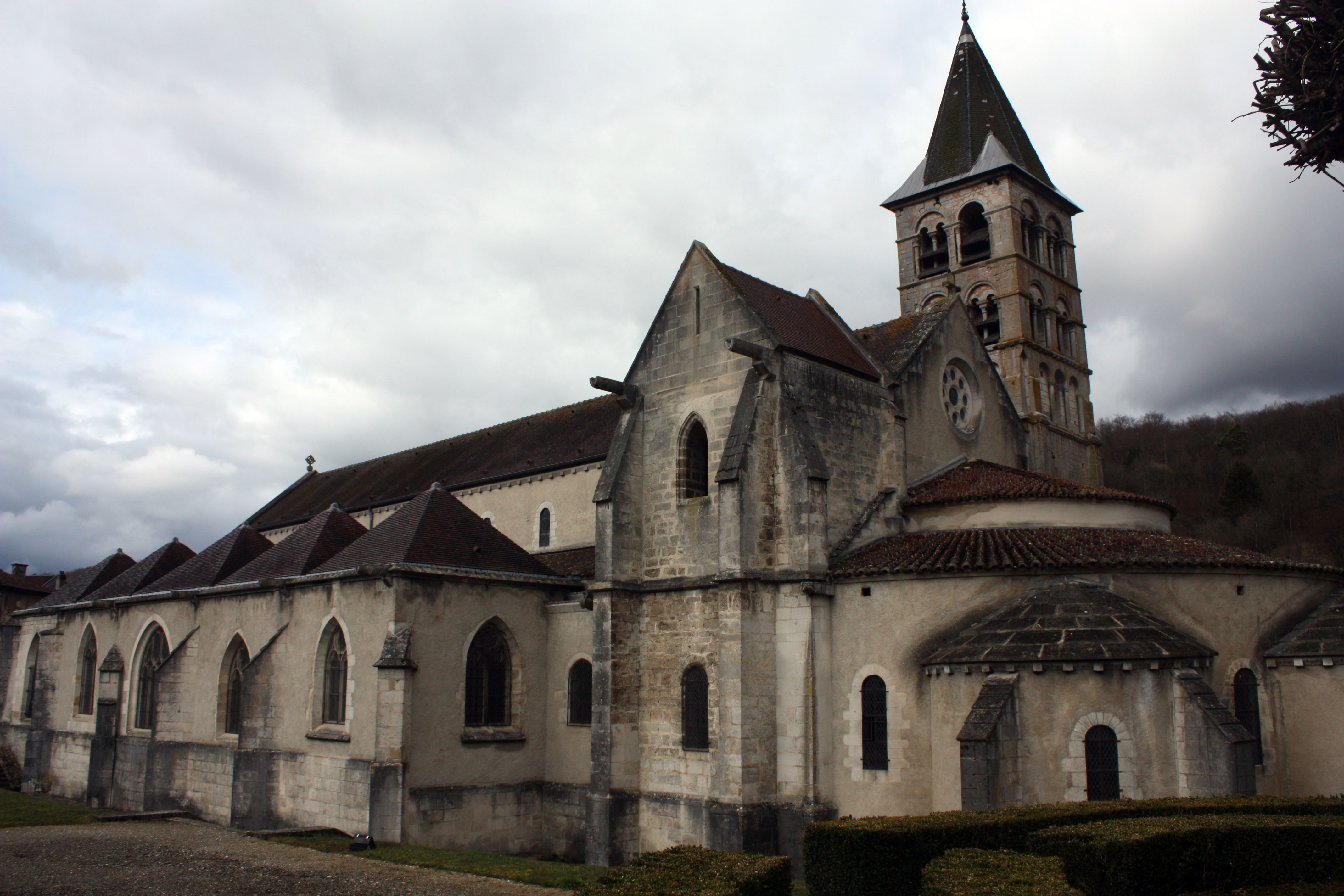
Kirche Saint-Étienne
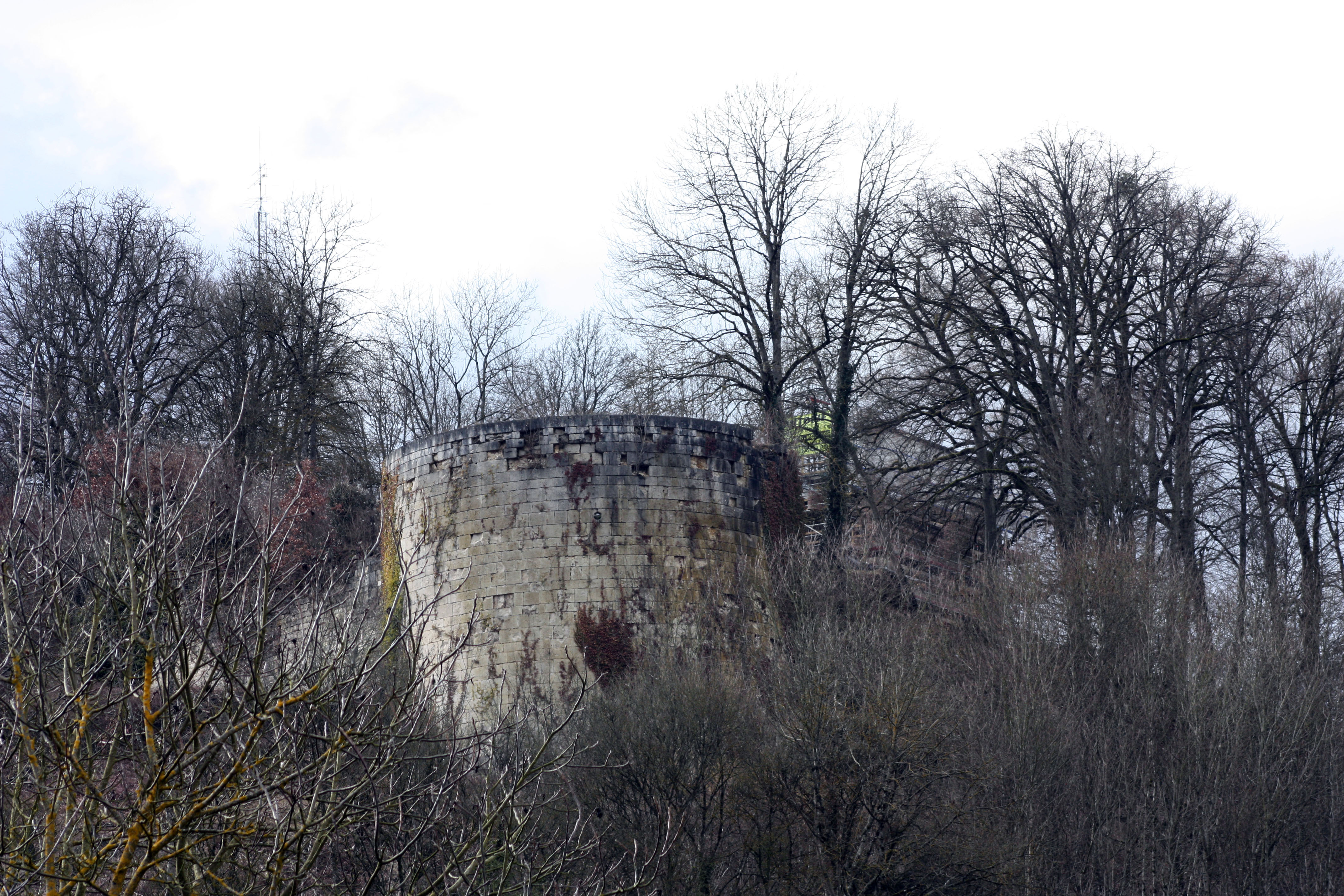
Burgruine
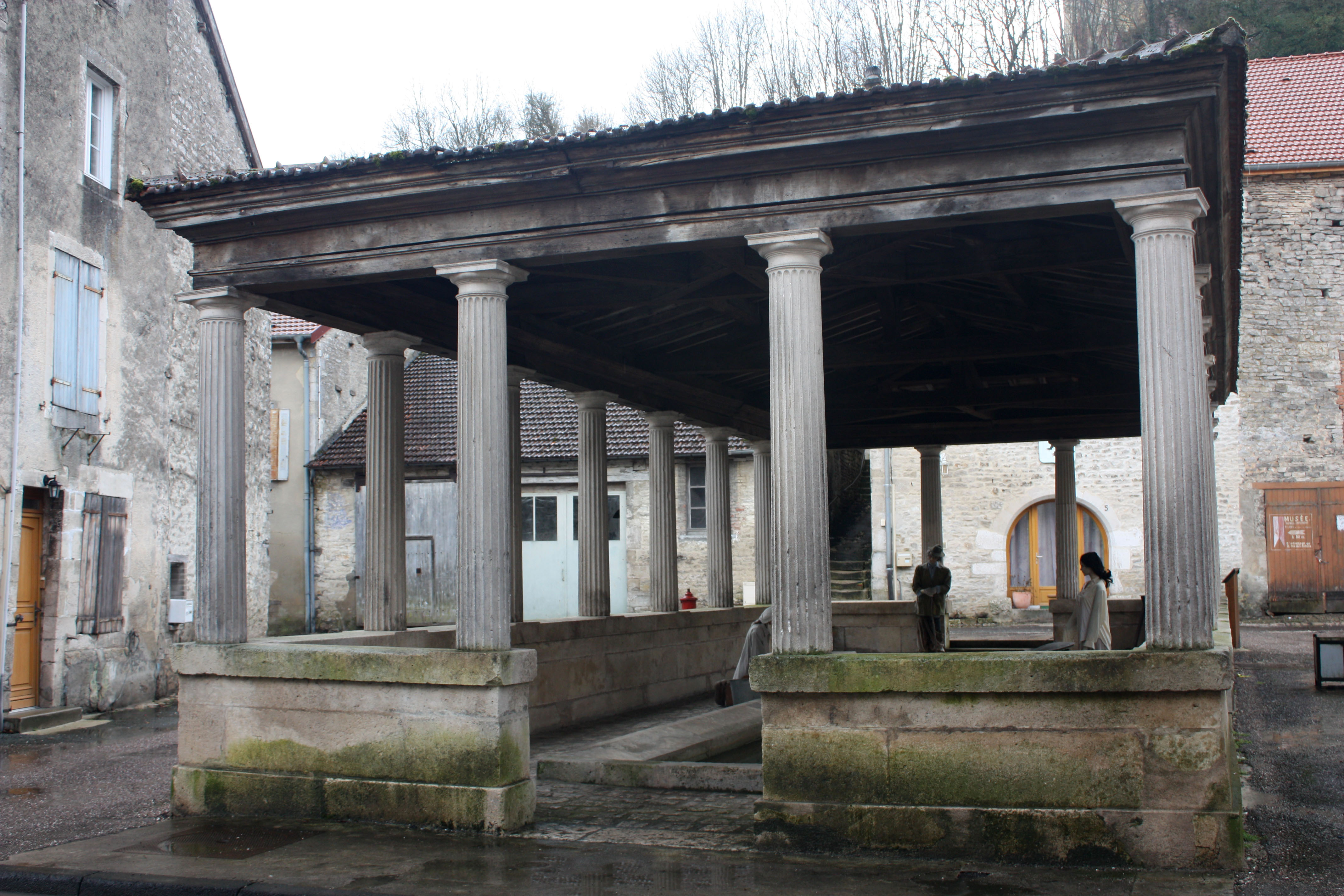
Ehemaliges Waschhaus (Lavoir)